# دايفيد ييتس
دايفيد ييتس (بالإنجليزية: David Yates) (و. 1963  م) هو كاتب سيناريو، ومخرج أفلام، من المملكة المتحدة.
أخرج ييتس الأفلام الأربعة الأخيرة من سلسلة هاري بوتر، وقد أحرز بفضل هذا الإنجاز نجاحاً تقييمياً وتجارياً وحصل على عدة أوسمة، مثل جائزة بريتانيا للتميز في الإخراج المقدمة من الأكاديمية البريطانية، وتضمنت أعمال ييتس اللاحقة أسطورة طرزان والوحوش المذهلة وأين تجدها (كلاهما عام 2016)، والجزء الثاني منه، الوحوش المذهلة: جرائم غرندلوالد (عام 2018).
أخرج ييتس في بداية حياته المهنية العديد من الأفلام القصيرة، وأصبح مخرجاً تلفزيونياً، ويتضمن رصيد أعماله فيلم الإثارة السياسي الوضع الراهن (عام 2003) والمكون من ستة أجزاء، والذي نال عنه جائزة رابطة المخرجين في بريطانيا العظمى للإنجازات الإخراجية المتميزة، بالإضافة إلى الدراما الوثائقية الإتجار بالجنس (عام 2004) والمؤلفة من جزأين، والفيلم التلفزيوني الفتاة في المقهى (عام 2005) الحائز على جائزة إيمي.
يُعبتر ييتس أحد مؤسسي مخرجي المملكة المتحدة، وله شراكة وثيقة مع وارنر بروس كمخرج ومنتج.

## مطلع حياته
وُلد دايفيد ييتس عام 1963 في لانكاشاير الواقعة في إنكلترا، وتُوفي والداه في صغره، فنشأ في قرية رينفيل، واستلهم امتهان صناعة الأفلام بعد مشاهدته فيلم الفك المفترس (عام 1975) لستيفن سبيلبرغ، واشترت له أمه كاميرا سوبر 8 ملم استخدمها في تصوير العديد من الأفلام التي ظهر فيها أصدقاؤه وعائلته، وقد صُوّر أحد هذه الأفلام، السفينة الشبح، على متن سفينة كان يعمل عمه طباخاً عليها.
التحق ييتس بمدرسة غرانج بارك الثانوية، وكلية سانت هيلين، ومن ثم جامعة إسيكس، وقال إنه «كان يهمل الكلية طوال الوقت»، ولم يتوقع الالتحاق بجامعة أبداً قبل تفاجؤه بنتائجه الممتازة في الاختبارات، فشكّل بعد ذلك أثناء دراسته في جامعة إسيكس جمعية لإنتاج الأفلام ومقاطع الفيديو، وتخرّج بدرجة بكالوريوس في الآداب في العلوم السياسية عام 1987.

## مسيرته المهنية

### عمله في مجال التلفزيون والسينما بين عامي 1988 و2005
صنع ييتس عام 1988 فيلمه الأول عندما كنت فتاةً عام 1988 في سويندون، وقد دخل الفيلم دائرة مهرجان سان فرانسيسكو السينمائي الدولي، حيث حصل على جائزة أفضل فيلم قصير، وهو ما ساهم في قبول ييتس في المدرسة الوطنية للسينما والتلفزيون عام 1989، وجعل البي بي سي توظفه لإخراج الفيلم الدرامي القصير برتقال وليمون عام 1991، وقبل إكماله لتعليمه في المدرسة السينمائية، بدأ ييتس بإخراج، وإنتاج وكتابة سيناريو الفيلم الدرامي القصير زوجة الحائك، وصنع فيلمه الرابع، المظاهر الحسنة، الذي قُدّم في مهرجان شيكاغو السينمائي الدولي، وبعد تخرجه عام 1992، أخرج ييتس حلقة من برنامج الصور المتحركة للدراسات السينمائية.
ومن ثم أخرج بين عامي 1994 و1995 عدة حلقات من المسلسل الجرائمي ذا بيل لصالح آي تي في قبل إخراجه وإنتاجه ثلاث حلقات من الفيلم الوثائقي التلفزيوني حكاية ثلاث بلدات ساحلية بمشاركة المنتج ألستير كلارك، إذ تابع البرنامج الشخصيات الإعلامية راسل غرانت، وأونور بلاكمان، وبام أيرس أثناء زيارتهم واستطلاعهم مدن الساحل الجنوبي برايتون، وإيستبورن وويماوث، بعد ذلك أخرج ييتس فيلمه القصير الخامس لكمة قبل أن يحقق بدايته مع الأفلام الرئيسية عام 1988 بإطلاق الفيلم الدرامي التاريخي المستقل مدّعي تيكبورن، والذي كتبه جو فيشر بناءً على أحداث حقيقية لقضية تيكبورن، وعُرض الفيلم في مهرجان إدنبرة السينمائي الدولي، وقام ببطولته ستيفن فراي وروبرت هاردي، وصُوّر في موقع تصوير في ميرسيسايد وعلى جزيرة مان.
عاد ييتس إلى التلفزيون عام 2000، ليُخرج حلقات جشع، وحسد، وشبق للمسلسل القصير الخطايا من إنتاج البي بي سي، ببطولة بيت بوستليثويت، بالإضافة إلى العمل التلفزيوني أسلوب حياتنا اليوم ذي الأجزاء الأربعة والمأخوذ من رواية أنتوني ترولوب الحاملة لنفس الاسم. شارك ييتس جائزة الأكاديمية البريطانية للأعمال التلفزيونية لأفضل مسلسل درامي مع كاتب السيناريو أندرو دافيز والمنتج نايجل ستافورد-كلارك في توزيع جوائز البافتا عام 2002.

## وصلات خارجية
- دايفيد ييتس على موقع IMDb (الإنجليزية)
- دايفيد ييتس على موقع مونزينجر (الألمانية)
- دايفيد ييتس على موقع ألو سيني (الفرنسية)
- دايفيد ييتس على موقع ميوزك برينز (الإنجليزية)
- دايفيد ييتس على موقع أول موفي (الإنجليزية)
- دايفيد ييتس على موقع بوكس أوفيس موجو (الإنجليزية)
- دايفيد ييتس على موقع قاعدة بيانات الأفلام السويدية (السويدية)
- دايفيد ييتس على موقع إن إن دي بي (الإنجليزية)
- دايفيد ييتس على موقع ديسكوغز (الإنجليزية)
- دايفيد ييتس على موقع قاعدة بيانات الفيلم (الإنجليزية)